# Biantes sherpa
Biantes sherpa – gatunek kosarza z podrzędu Laniatores i rodziny Biantidae.

## Występowanie
Gatunek występuje w Nepalu.